# Tortisambert
Tortisambert is een voormalige gemeente in het Franse departement Calvados (regio Normandië) en telde 142 inwoners (2004). De plaats maakt deel uit van het arrondissement Lisieux. Op 1 januari 2016 werd zij opgenomen in de fusiegemeente (commune nouvelle) Livarot-Pays-d'Auge.

## Geografie
De oppervlakte van Tortisambert bedraagt 6,2 km², de bevolkingsdichtheid is 22,9 inwoners per km².
De onderstaande kaart toont de ligging van Tortisambert met de belangrijkste infrastructuur en aangrenzende gemeenten.

## Demografie
Onderstaande figuur toont het verloop van het inwonertal (bron: INSEE-tellingen).
Vanwege een beveiligingsprobleem met de MediaWiki Graph-software is het momenteel niet mogelijk deze grafiek weer te geven. Zodra de software is bijgewerkt zal de grafiek vanzelf weer zichtbaar worden.